# Boletin Mensual del Museo de Productos Argentinos
Boletín Mensual del Museo de Productos Argentinos (abreviado Bol. Mens. Mus. Prod. Argent.) fue una revista ilustrada con descripciones botánicas que fue editada en Buenos Aires. Se publicaron 31 números desde 1888 hasta 1890.